# Ibériai kékszarka
Az ibériai kékszarka (Cyanopica cooki) a madarak osztályának, verébalkatúak rendjébe azon belül a varjúfélék családjába tartozó faj.

## Rendszerezése
A fajt Charles Lucien Jules Laurent Bonaparte francia ornitológus írta le 1850-ben. Sokáig a kék szarka (Cyanopica cyanus) alfaja volt Cyanopica cyana cooki néven.

## Előfordulása
Az Ibériai-félszigeten, Portugália és Spanyolország területén honos. Természetes élőhelyei a mérsékelt övi erdők, szubtrópusi vagy trópusi síkvidéki és hegyi esőerdők, valamint vidéki kertek és városi régiók. Állandó, nem  vonuló.

## Megjelenése
Testhossza 36 centiméter, testtömege 65-76 gramm.
|  |  |

## Természetvédelmi helyzete
Az elterjedési területe nagyon nagy, egyedszáma pedig növekszik. A Természetvédelmi Világszövetség Vörös listáján nem fenyegetett fajként szerepel.